# Iurești (Botoșani)
Iurești es una localidad rumana de la comuna de Todireni, en el condado de Botoșani.

## Historia
Hacia comienzos del siglo XX la localidad, que ya por entonces pertenecía al condado de Botoșani, formaba parte de la comuna de Zlătunoaia y tenía contabilizada una población de 347 habitantes.
En la segunda mitad del siglo XX la localidad había pasado a formar parte de la comuna de Todireni. En el censo de 2021 la localidad tenía una población de 482 habitantes.